# Ann Curtis
Ann Curtis   (San Francisco, 6 de març de 1926 - San Rafael, 26 de juny de 2012) va ser una nedadora estatunidenca, guanyadora de tres medalles olímpiques.
Va participar, als 22 anys, en els Jocs Olímpics d'Estiu de 1948 celebrats a Londres (Regne Unit), on va aconseguir guanyar la medalla d'or en la prova dels 400 metres lliures i dels relleus 4x100 metres lliures, establint sengles rècords olímpics amb un temps de 5:17.8 minuts i 4:29.2 minuts respectivament. Així mateix també va guanyar la medalla de plata en la prova dels 100 metres lliures, quedant per darrere de la danesa Greta Andersen.
Durant la seva carrera va establir cinc rècords mundials i 56 dels Estats Units. El 1966 fou inclosa a l'International Swimming Hall of Fame.